# Signe de Hoffmann
Le signe de Hoffmann est un signe clinique en neurologie qui est positif lorsque le relâchement brusque d'une flexion forcée du majeur entraîne une flexion de l'index et du pouce.

## Dénomination
Il a été nommé en hommage au neurologue allemand Johann Hoffmann (1857-1919) et ne doit pas être confondu avec le signe de Tinel, également appelé, principalement dans les pays de culture germanique, signe de Hoffmann en référence au neurophysiologiste allemand homonyme de la génération suivante Paul Hoffmann (1884-1962).
Johann Hoffmann n'a jamais publié le signe qui porte son nom. C'est un de ses élèves, Hans Curschmann (1875-1942), qui lui en attribue la paternité sous le nom de « réflexe de flexion des doigts », dans une note de bas de page d'une observation clinique, pour signaler son absence des deux côtés lors de l'examen clinique d'un enfant de 10 ans atteint de néphrite aiguë. « Le phénomène de J Hoffman[n] (non publié) est recherché par l'examinateur en maintenant légèrement fléchis les doigts du patient entre son pouce et son index, puis en percutant brusquement l'ongle d'un de ces doigts. Une rapide flexion de ce doigt ou, le plus souvent de tous les doigts survient alors ».

## Procédure
Le test réflexe de Hoffmann consiste à tenir le majeur et à faire basculer sa pointe vers le bas. Une réponse positive est observée lorsqu'il y a flexion et adduction du pouce sur la main du même côté.

### Interprétations
Un réflexe de Hoffmann positif et des secousses des doigts suggèrent une hypertonie et peuvent survenir chez des individus sains. Ce n'est donc pas un signe utile isolément.

## Comparaisons avec le signe de Babinski
Le signe de Hoffmann est souvent considéré comme l'équivalent du membre supérieur du test du signe de Babinski. Cependant, les deux réflexes sont assez différents et ne doivent pas être assimilés l'un à l'autre.
Un signe de Babinski positif est considéré comme un signe pathologique de maladie des motoneurones supérieurs, sauf chez les nourrissons, chez lesquels il est normal. Cependant, un signe de Hoffmann positif peut être présent chez un patient sain. Un signe de Hoffmann positif chez un patient sain est plus fréquent lorsque ce dernier possède des réflexes hypervifs (par exemple 3+ réflexes). Lorsqu'un signe de Hoffmann est positif, il doit inquiéter le clinicien lorsque sa présence est asymétrique ou à début aigu.
Une autre différence significative entre le signe de Hoffmann et le signe de Babinski est leur mécanisme de réflexe. Le réflexe de Hoffmann est un réflexe ostéotendineux profond (fibre fusiforme) avec une voie réflexe monosynaptique au niveau de la moelle épinière, normalement entièrement inhibée par l'entrée descendante, alors que le réflexe cutané plantaire n'est pas un réflexe ostéotendineux profond. En effet, il est à la fois plus complexe et pas entièrement compris, et différentes sortes de lésions peuvent l'interrompre. Ce fait a conduit certains neurologues à rejeter fortement toute analogie entre le réflexe de Hoffmann et le réflexe cutané plantaire.